# Monasterio de San Sebastián de Sull
El monasterio de San Sebastián de Sull, también nombrado San Sebastián del Monasterio, es un monasterio benedictino situado a la izquierda del río Saldes, dentro del término municipal de Saldes en la comarca del Bergadá. La construcción inicial es prerrománica (finales del siglo IX). La iglesia se reformó varias veces, se derrumbó y se volvió a edificar de nuevo en el siglo XV.
Del conjunto, actualmente en ruinas, cabe destacar la configuración de la iglesia del monasterio. El doctor Manuel Riu Riu, realizó diferentes excavaciones (entre los años 1971 y 1977, en ocho campañas), que sirvieron para dejar al descubierto, liberando el conjunto de las ruinas de una masía posterior, un edificio singular en la arquitectura prerrománica catalana y una necrópolis bastante importante.

## Situación
El monasterio se encuentra situado a unos 5 km de Saldes, para acceder, desde la carretera b-400 (Guardiola de Berga a Saldes), coger la pista que conduce al Santuario de Gresolet (la pista sale a mano derecha, circulando en sentido Guardiola a Saldes, justo antes de enfilar el puente de Saldes). Se sigue la pista todo descendente hacia el valle de Gresolet, en el punto bajo de la pista encontramos la casa-refugio «el herrero», lugar donde debemos dejar el vehículo para tomar el camino que nos conducirá a las ruinas del monasterio. Cerca de la casa (cruzando el río) encontraron un indicador que marca el camino a seguir hacia el monasterio, el sendero está marcado con marcas blancas y verdes, en unos diez minutos de camino se encuentra el monasterio.

## Historia
El monasterio fue fundado por el presbítero Daniel y la devota Honesta a inicios del siglo X. Ambas personas consiguieron tierras para la formación del cenobio antes del año 939. El año 939 el conde Sunifredo II de Cerdaña confirmó las tierras del fundador desde el bosque de Gresolet hasta la sierra de Ensija y del collado de la Trapa en el Pedraforca, al abad Dracón y a su comunidad, que estaba formada por seis monjes. A pesar de que el cenobio aumentó su patrimonio con la donación de algunos alodios en el año 965, el año 983 el conde Oliva Cabreta cedió el monasterio al de San Lorenzo de Bagá y a mediados del siglo XI ya no residían monjes. El monasterio quedó en poder de San Llorenç hasta el año 1836.
Posteriormente se edificó una casa que fue habitada hasta inicios del siglo XX (1910).

## La iglesia

Planta de la iglesia del monasterio.

La iglesia era de planta centralizada, (redonda) cubierta con una cúpula y con un ábside semicircular situado en la parte de levante (este). La puerta de la iglesia se encuentra opuesta al ábside.
La obra, unitaria, fue levantada con bloques pequeños, los cuales fueron recortados y cortados a golpe de martillo y no fueron pulidos posteriormente. Los bloques se disponen formando hileras y fueron ligados con mortero.
Se cree que la rotonda estaba cubierta con una cúpula hecha de bloques pequeños y dispuestos de forma concéntrica.
La base de los muros son muy anchos ya que configuran un banquillo que dio la vuelta a toda la estructura, incluido el ábside. Al fondo del ábside se observa la existencia de una ventana aspillera.

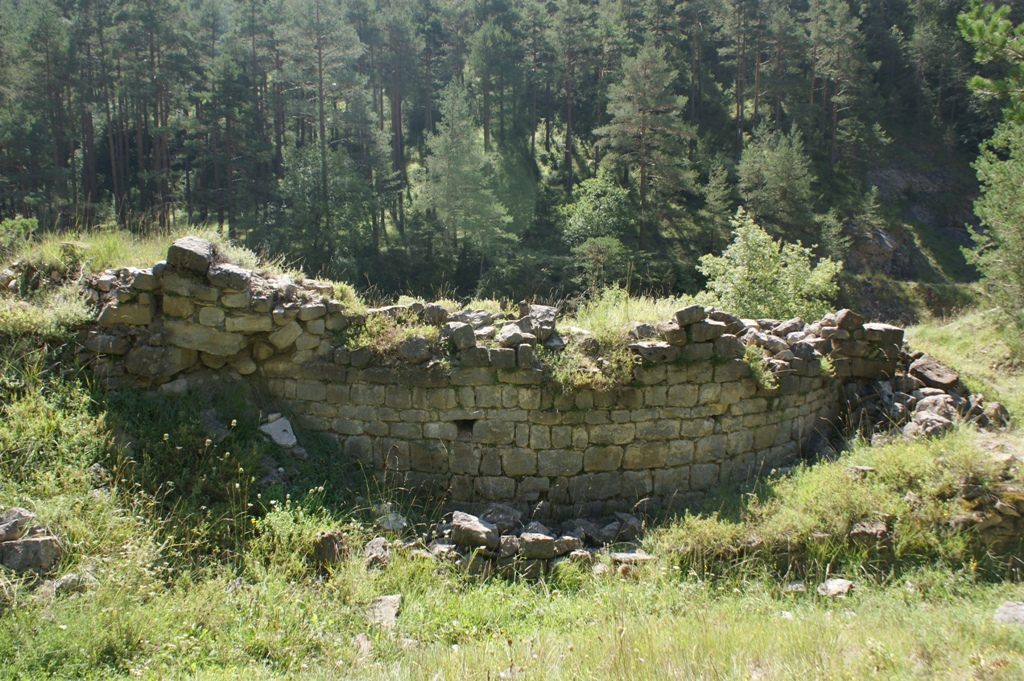
Muro norte de la nave de la iglesia.
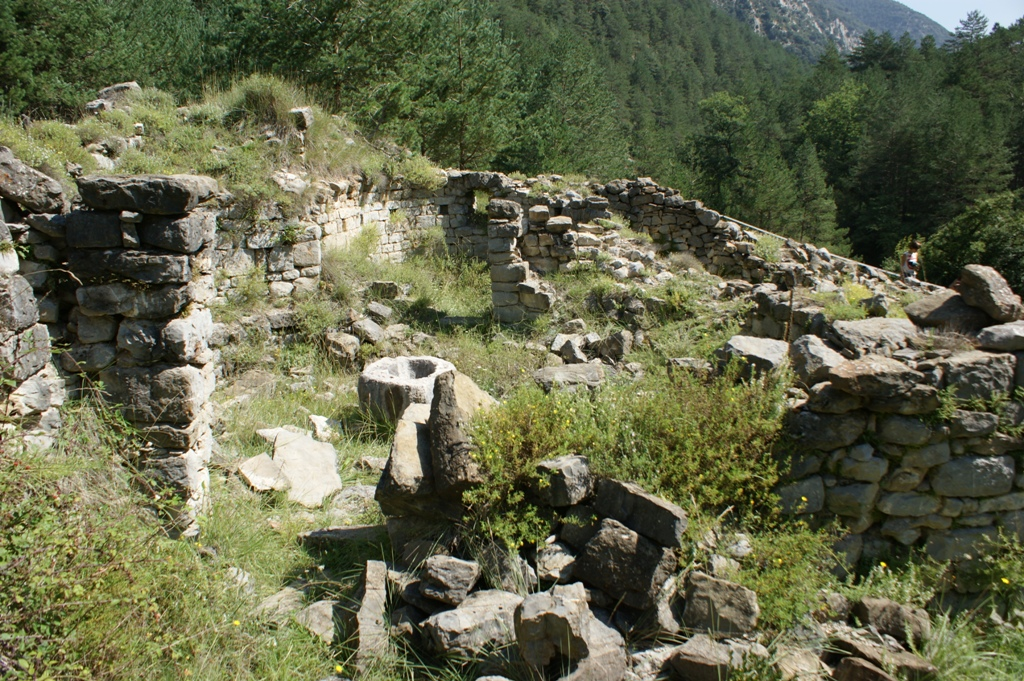
Entrada iglesia, por la vista del este.
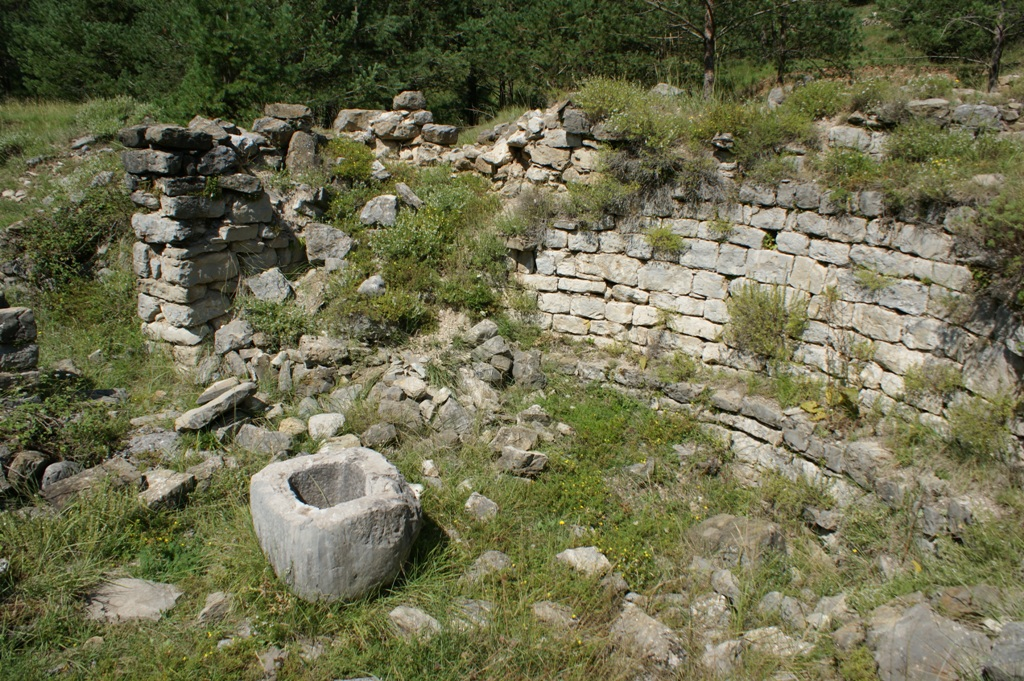
Nave iglesia, vista oeste.
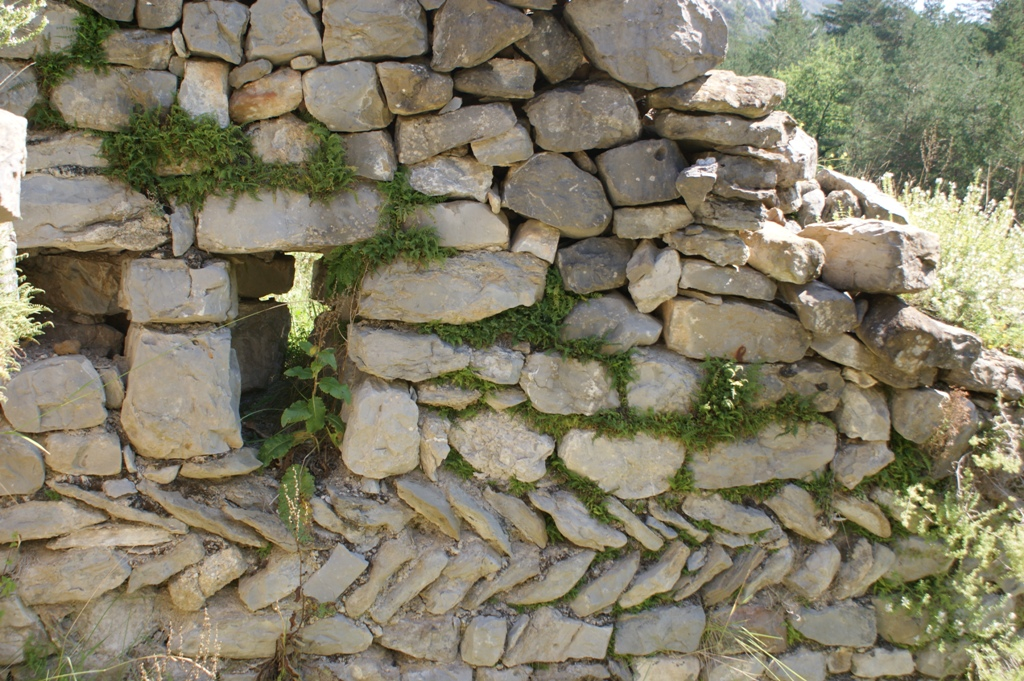
Detalle dependencias. monestir, paret oest

## Necrópolis
A lo largo de las excavaciones ejecutadas, se localizaron un total de 120 enterramientos, realizados entre finales del siglo IX y finales del siglo XII. Se localizaron seis tipos de enterramiento:
- Sepulturas de fosa simple con cubierta de losas grandes dispuestas horizontalmente encima de la fosa, los laterales no estaban cubiertos con ningún material y posiblemente el difunto era depositado dentro de un baúl de madera (roble o encina) unido por tarugos de madera. Las fosas de este tipo son consideradas las más antiguas.
- Sepulturas en forma de cista, planta ovalada con cubierta doble o sencilla y con losas en las paredes laterales. Datadas de inicios del siglo X.
- Sepulturas en forma de cista o caja de losas, planta rectangular con paredes de losas grandes bien trabajadas. Datadas en el siglo XI (mayoritariamente)
- Sepulturas en forma de cista o caja de losas, planta trapezoidal con paredes de losas grandes bien trabajadas. Algunas con piezas de piedra formando una cabecera antropomorfa. Estas últimas se datan de finales del siglo XII.
- Sepulturas sencillas de fosa, sin protección ni cubierta de losa. Datadas de finales del siglo XII inicios siglo XIII.

La mayoría de los enterramientos se hicieron en dirección este a oeste, posicionando la cabeza en el extremo oeste de la fosa. No apareciesen muchas sepulturas sobrepuestas y las superposiciones fueran mínimas y que las diferencias de profundidad son notables.
De estos enterramientos se destaca el entierro núm.66, emergido a lo largo de la sexta campaña de excavaciones, efectuada en el verano de 1975, a cargo del Dr.Manuel Río.
En dicho entierro se localizó una pieza de cerámica gris, similar a un cántaro, situada entre las tibias del difunto. La pieza se data de finales del siglo XI, principios siglo XII.
El hallazgo, junto con otras localizadas en la comarca del Bergadá y el Bages, hace pensar,según el Dr. Río, que durante el siglo XII, cuando la cristianización debía estar más arraigada en la zona, hubo un retorno a costumbres precristianas, «enterrando un muerto con un recipiente para beber, probablemente lleno de agua, para mitigar la sed durante el viaje de su espíritu hacia la Eternidad».